# خانگال
خانگال (به لاتین: Khangal) یک منطقهٔ مسکونی در مغولستان است که در استان بولگن واقع شده‌است.